# Ausonia Pro Gorla
Ausonia Pro Gorla was een Italiaanse voetbalclub uit Gorla, een gemeente die in 1923 werd ingelijfd bij de stad Milaan.

## Geschiedenis
Ausonia Football Club werd opgericht op 4 juni 1905 in Milaan. De clubkleuren waren rood-wit. In 1909/10 mocht de club van de Italiaanse voetbalbond deelnemen aan het kampioenschap. In deze tijd was er nog geen professionele Serie A en werden er nog regionale kampioenschappen gespeeld. Noord-Italië was een stuk sterker dan het zuiden en dat seizoen namen enkel 9 clubs het uit noorden deel. Ausonia werd afgetekend laatste met zeven punten achterstand op Andrea Doria Genua en Milan Cricket & Football Club. Het volgende seizoen nam de club niet meer deel aan het kampioenschap en speelde in het regionale kampioenschap van Lombardije. De club zocht ook een nieuw terrein en verhuisde zo naar Gorla en nam de nieuwe clubkleuren wit-hemelsblauw aan.
Na een titel in 1919 promoveerde de club naar de hoogste divisie, die nog steeds regionaal gespeeld werd. Lombardije had drie groepen van zes clubs en Ausonia werd opnieuw laatste in zijn groep. Het volgende seizoen verloor de club zelfs al zijn wedstrijden. De club vertrok uit Gorla en keerde terug naar Milaan, waar het fusioneerde met Ardita Football Club. Onder de naam Ardita-Ausonia Football Club speelde de club het volgende seizoen in de Promozione Lombarda. Na drie seizoenen werd het team opgedoekt.